# イスカ・スッロ・イオーニオ
イスカ・スッロ・イオーニオ（イタリア語: Isca sullo Ionio）は、イタリア共和国カラブリア州カタンザーロ県にある、人口約1,600人の基礎自治体（コムーネ）。

## 地理

### 位置・広がり

#### 隣接コムーネ
隣接するコムーネは以下の通り。
- バドラート
- サン・ソステネ
- サンタンドレーア・アポストロ・デッロ・イオーニオ